# Stanwellia minor
Espèce
Synonymes
- Aname minor Kulczyński, 1908

Stanwellia minor est une espèce d'araignées mygalomorphes de la famille des Pycnothelidae.

## Distribution
Cette espèce est endémique de Nouvelle-Galles du Sud en Australie.

## Description
La carapace de la femelle holotype mesure 5,9 mm de long sur 4,3 mm et l'abdomen 9 mm de long sur 5,6 mm.

## Systématique et taxinomie
Cette espèce a été décrite sous le protonyme Aname minor par Kulczyński en 1908. Elle est placée dans le genre Stanwellia par Raven en 1981.

## Publication originale
- Kulczyński, 1908 : Araneae musei nationalis Hungarici in regionibus Indica et Australia a Ludovico Biro collectae. Annals Historico-Naturales Musei Nationalis Hungarici, vol. 6, p. 428-494 (texte intégral).